# Natriumseleniet
Natriumseleniet (Na2SeO3) is het natriumzout van waterstofseleniet. De stof komt voor als een zeer toxisch, kleurloos, reukloos en hygroscopisch poeder, dat goed oplosbaar is in water.

## Synthese
Natriumseleniet wordt bereid uit een reactie van seleendioxide met natriumhydroxide:
{\displaystyle {\ce {SeO2 + 2NaOH -> Na2SeO3 + H2O}}}

## Toepassingen
De voornaamste toepassing van natriumseleniet ligt in de glasindustrie, waar het gebruikt wordt om kleurloos glas te maken.
Natriumseleniet is een verbinding van het sporenelement seleen en is als dusdanig in de Europese Unie toegelaten als toevoegingsmiddel in diervoeder. De toelating geldt voor natriumseleniet in poedervorm en in de vorm van korrels met een coating. Het maximumgehalte aan seleen in het diervoeder is 0,5 mg/kg.

## Toxicologie en veiligheid
Bij contact met een heet oppervlak of met een vlam ontleedt deze stof, met vorming van giftige gassen. De oplossing in water is een zwakke base en ze reageert dus met sterke zuren.
Natriumseleniet is irriterend voor de ogen, de huid en de luchtwegen. De stof kan effecten hebben op de lever, het hart, het zenuwstelsel en het spijsverteringsstelsel.
Herhaald of langdurig huidcontact kan een huidontsteking veroorzaken. Natriumseleniet kan schade berokkenen aan het centraal zenuwstelsel, de beenderen en het bloed.